# Orsuarnisaarajuttoq

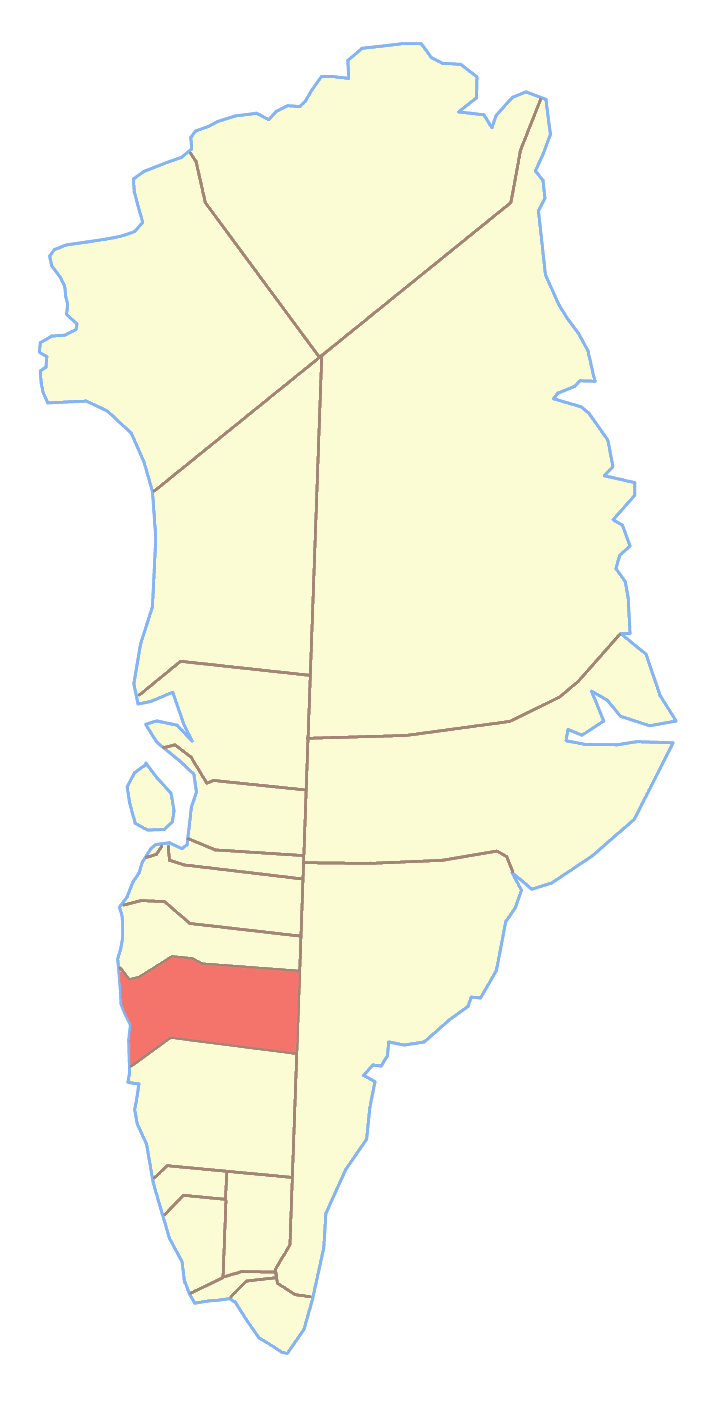
Ex comune di Maniitsoq, dove si trovava l'Orsuarnisaarajuttoq

L'Orsuarnisaarajuttoq è un lago della Groenlandia. Si trova a 306 m sul mare, a 66°57'N 50°20'O; appartiene al comune di Queqqata. 